# Guteborn
Guteborn település Németországban, azon belül Brandenburgban. Lakosainak száma 520 fő (2023. december 31.). Guteborn Hermsdorf (bei Ruhland) és Grünewald községekkel határos.

## Népesség
A település népességének változása:
| Lakosok száma | 528  | 515  | 519  | 522  | 520  |
|               | 2017 | 2019 | 2021 | 2022 | 2023 |